# Репрєв Олександр Васильович
Олекса́ндр Васи́льович Ре́прєв (14(26) серпня 1853 р., біля Суздаля — 21 червня 1930 р., Харків) — російський та український патофізіолог, один з основоположників вітчизняної ендокринології, професор Харківського університету.

## Життєпис
Народився у сім'ї морського офіцера, походив з потомствених дворян Володимирської губернії.
Середню освіту отримав у Володимирській гімназії, закінчити яку йому не вдалося, бо не був допущений до іспитів на атестат через політичну неблагонадійність. Випускні іспити склав у Тамбові в 1873 р.
У 1873 р. вступив до Медико-хірургічної академії (Петербург). По закінченні академії у 1878 р. отримав диплом лікаря та був направлений до діючої армії, до Болгарії, де пробув до липня 1879 р. Після підписання миру з Османською імперією повернувся до Петербурга та був зарахований до запасу чиновником Військово-медичного відомства.
У 1880 р. склав екзамен на ступінь доктора медицини, після чого працював ординатором у Пензенській земській лікарні, де завідував родильним покоєм, жіночим та дитячим відділеннями.
З 1886 р. працював на медико-адміністративних посадах у Петербурзі та одночасно приступив до наукової роботи в лабораторії В. В. Пашутіна, основоположника патофізіології та засновника кафедри загальної патології Військово-медичної академії.
У 1888 р. захистив докторську дисертацію «Про вплив вагітності на обмін речовин у тварин». У тому ж році був обраний приват-доцентом кафедри загальної патології, а в 1890 р. — прозектором на цій ж кафедрі.
У червні 1891 р. став екстраординарним професором кафедри загальної й експериментальної патології Томського університету, у 1892 р. — ординарним професором. У 1890—1891 рр. після призначення В. В. Пашутіна начальником Військово-медичної академії тимчасово виконував у ній обов'язки професора.
Влітку 1895 р. був переведений до Харкова.
У 1895—1918, 1920—1925 рр. завідував кафедрою загальної патології (з 1922 р. — патологічної фізіології) медичного факультету Харківського університету (з 1921 р. — Харківського медичного інституту), одночасно читав курс загальної патології у Жіночому медичному інституті, Ветеринарному інституті і в Зуболікарській школі Кривопускова (всі — Харків).
Репрєв був одним організаторів безоплатної громадської медичної допомоги студентству Харкова. Протягом багатьох років він особисто обслуговував безоплатні амбулаторії для учнів вищих учбових установ міста, і як університетський лікар надавав допомогу студентам вдома.
У 1912 р. Репрєву присвоєне звання заслуженого професора.
У 1916 р. Репрєв купив у Конрада Волковинського будинок по вул. Дівочій, 6.
У 1918—1920 рр. завідував кафедрою загальної патології і був деканом медичного факультету Кримського університету, що відкрився у Симферополі. Кафедрою в Харкові тимчасово керував його учень Д. П. Гриньов. Під час роботи в Криму будинок Репрєва у Харкові експропріювали, його зайняв відділ ентомології Харківської сільськогосподарської дослідної станції. Повернувшись, він підняв питання про денаціоналізацію домоволодіння, але у 1922 р. Репрєву лише дозволили жити тут квартирантом у кв. 4.
Репрєву належить заслуга заснування у 1922 р. кафедри мікробіології Харківського медичного інституту, він був також одним з ініціаторів створення у Харкові науково-дослідного інституту ендокринології (1919).
У 1925—1930 рр. очолював науково-дослідну кафедру експериментальної патології при Головнауці України, завідував біологічним відділенням Всеукраїнського рентгенологічного інституту (Харків). З 1926 року Репрєв був першим керівником відділу патології Державного інституту наукової і практичної ветеринарії Наркомзему УСРР (Харків).
Раптово помер 21 червня 1930 р. у своїй лабораторії підчас розбору з учнями чергового експерименту.

## Наукова діяльність
Сфера наукових інтересів — голодування та патологія обміну речовин, дослідження залоз внутрішньої секреції, радіобіологія, онкологія тощо.
Петербурзький період наукової роботи (1887—1890 рр.) був присвячений вивченню менстуації, впливу харчування на діяльність статевих залоз, обміну речовин при вагітності, післяпологового періоду, наслідків видалення внутрішніх статевих органів у самок.
Томський період (1891—1894 рр.) був присвячений вивченню питань фізіології і патології статевої сфери, зокрема, проявлення патологічної вагітності, а також питань загальної патології (патологія терморегуляції, голодування та ін.).
Протягом Харківського періоду наукова робота Репрьова була присвячена вивченню обміну речовин у хворих на сифіліс, при голодуванні, чумі і т. д., питань внутрішньої секреції. Набули визнання його дослідження обміну речовин при гарячці, пухлинах, вагітності, стану організму жінки у післяпологовому періоді і під час годування дитини, фундаментальні дослідження фізіології і патології залоз внутрішньої секреції.
Наукові праці та підручники Репрьова зіграли велику роль у розвитку експериментальної патології та виділенні патофізіології як самостійної науки.

## Основні праці
- Учебник общей патологии — 1897
- Основы общей патологии" (2-е видання «Учебника общей патологии»), 1898
- Основы общей и экспериментальной патологии (1908)
- Руководство общей патологии (1911).
- Внутренняя секреция — Ленинград, 1925